# Контрабас (фильм, 2002)
Контрабас — российский короткометражный игровой фильм режиссёра Анны Меликян.

## Сюжет
Главному герою, Феликсу, дарят в детстве на день рождения контрабас. Далее фильм рассказывает о том, как занятия на контрабасе мешают его личной жизни.

## В ролях
| Актёр               | Роль                |
| ------------------- | ------------------- |
| Владимир Капусутин  | Феликс              |
| Олег Иванов         | Феликс в детстве    |
| Александра Высоцкая | сестра              |
| Инесса Казеева      | Мать                |
| Татьяна Масс        | Дама в шляпе        |
| Людмила Егорова     | Джонни Депп         |
| Владимир Елизаров   | группа Контора Кука |
| Андрей Березовский  | группа Контора Кука |
| Сергей Носов        | группа Контора Кука |

## Съёмочная группа
- Автор сценария: Анна Меликян
- Режиссёр: Анна Меликян
- Операторы: Евгений Ермоленко и Наталья Свиридова
- Художник: Пётр Захаров
- Дрессировщик: Светлана Зуева

## Музыка в фильме
В фильме звучит музыка:
- Сергея Рахманинова
- Кена Пепловски
- Горана Бреговича
- группы Супербас
- группы Контора Кука

## Награды
- II место в конкурсе игрового кино, приз за лучший монтаж и лучшую операторскую работу на МКФ «Next Frame» (США).
- Диплом фестиваля «Дебют-Кинотавр» (Россия).
- Приз на студенческом фестивале «UFVA» (США).
- Приз за лучшую экранную и лучшую операторскую работу Кинофестиваль «Пролог» (Украина).